# Merrill Lynch
Merrill Lynch & Co., Inc. é um banco norte-americano de investimentores e provedores de outros serviços financeiros. Foi adquirido pelo Bank of America em 2008.
Merrill emprega mais de 14.000 assessores de investimentos e faz a gestão de U$ 2.8 trilhões em ativos de clientes (U$3,4 trilhões para o Global Wealth and Investment Management).